# Krzysztof Jerzy Rey
Krzysztof Jerzy Rey herbu Oksza – wojski trocki m.in. w 1648 roku.
Teodor Żychliński twierdził, że jego ojcem był Mikołaj Rey, rotmistrz J. K. M., dziedzic Nagłowic i Topoli, matką zaś Dorota Monwidówna Chlebowiczówna herbu Leliwa, wojewodzianka wileńska i kanclerzówna wielka litewska (oczywiście, że była córką Jana Juriewicza Hlebowicza (ok. 1480–1549)). Zdaniem Adama Bonieckiego Dorota Hlebowiczówna była córką drugiej żony swego ojca Hanny Fedorówny z kniaziów Zasławskich, która po śmierci męża ponownie wyszła za mąż za Hieronima Sieniawskiego. Ten badacz też nazywał mężem Doroty Mikołaja Reya z Nagłowic. Wacław Urban stwierdził, że współcześnikiem stolnika lubelskiego oraz działacza kalwińskiego Krzysztofa Reya (Reja) (zm. 1625) był Krzysztof Rey, syn Mikołaja Reya i Doroty Hlebowiczówny oraz wnuk pisarza Mikołaja Reja.
Krzysztof Jerzy Rey zmarł bezpotomnie.